# Alysha Newman
Alysha Newman (* 29. Juni 1994 in London, Ontario) ist eine kanadische Leichtathletin, die sich auf den Stabhochsprung spezialisiert hat und in dieser Disziplin 2024 Inhaberin des Landesrekordes ist.

## Sportliche Laufbahn
Erste internationale Erfahrungen sammelte Alysha Newman bei den Jugendweltmeisterschaften 2011 nahe Lille, bei denen sie mit übersprungenen 3,75 m den zwölften Platz belegte. Im Jahr darauf nahm sie an den Juniorenweltmeisterschaften in Barcelona teil und schied dort mit 3,65 m in der Qualifikation aus. 2013 siegte sie mit 4,40 m bei den Panamerikanischen Juniorenmeisterschaften in Medellín und wurde bei den Spielen der Frankophonie in Nizza mit 4,10 m Fünfte. 2014 gewann sie bei den Commonwealth Games in Glasgow mit einer Höhe von 3,80 m die geteilte Bronzemedaille hinter der Australierin Alana Boyd und Sally Peake, die für Wales an den Start ging. 2016 nahm sie an den Olympischen Spielen in Rio de Janeiro teil und schied dort mit 4,45 m in der Qualifikation aus. Bei den Weltmeisterschaften in London 2017 gelangte sie mit 4,65 m im Finale den achten Platz.
2018 wurde sie bei den Hallenweltmeisterschaften in Birmingham mit 4,70 m den sechsten Platz und siegte anschließend mit 4,75 m bei den Commonwealth Games im australischen Gold Coast. 2019 verbesserte sie in der Hallensaison zwei Mal den kanadischen Hallenrekord, auf 4,71 m und später 4,73 m. Auch im Freien gelang ihr dies, ihre alte Bestmarke von 4,75 m aus dem Jahr 2017 steigerte sie zunächst in Guelph um einen Zentimeter und am 17. Juli in Jockgrim um einen weiteren auf 4,77 m. Bei den Panamerikanischen Spielen 2019 in Lima gewann sie mit übersprungenen 4,55 m die Bronzemedaille hinter der Kubanerin Yarisley Silva und Katie Nageotte aus den Vereinigten Staaten. Danach verbesserte sie als Siegerin beim Meeting de Paris mit 4,82 m ihren Nationalrekord erneut und belegte dann bei den Weltmeisterschaften in Doha mit 4,80 m im Finale den fünften Platz. 2020 belegte Newman am 16. Mai beim Ultimate Garden Clash genannten Fernwettkampf mit Katie Nageotte und Katerina Stefanidi den dritten Platz und im Jahr darauf konnte sie bei nur einem Wettkampf die Einstiegshöhe überqueren und schied dann auch bei den Olympischen Sommerspielen in Tokio ohne einen gültigen Versuch in der Qualifikationsrunde aus.
2022 schied sie bei den Weltmeisterschaften in Eugene mit 4,35 m in der Qualifikationsrunde aus und belegte anschließend bei den Commonwealth Games in Birmingham mit 4,25 m den sechsten Platz. Im Jahr darauf verpasste sie bei den Weltmeisterschaften in Budapest mit 4,50 m den Finaleinzug. 2024 wurde sie beim London Athletics Meet mit 4,75 m Zweite und anschließend gewann sie bei den Olympischen Sommerspielen in Paris mit neuem Landesrekord von 4,85 m im Finale die Bronzemedaille hinter der Australierin Nina Kennedy und Katie Moon aus den Vereinigten Staaten.
In den Jahren 2016 und 2017 sowie 2019 und von 2022 bis 2024 wurde Newman kanadische Meisterin im Stabhochsprung.

## Persönliches
Bis zum Alter von 13 Jahren übte Newman den Turnsport aus. Sie musste nach einer Verletzung der Lendenwirbelsäule ein Jahr pausieren und begann dann mit Leichtathletiktraining. Sie schrieb sich 2013 an der Eastern Michigan University ein und gewann die Mid-American Conference im Stabhochsprung. Newman wechselte an die University of Miami und erlangte dort 2016 ihren Abschluss in Sportphysiologie (Hauptfach) und Ernährungswissenschaft (Nebenfach). Sie betreibt seit 2021 einen Onlyfans-Kanal.